# Marian Garbiak
Marian Garbiak (ur. 31 lipca 1887 w Nadwórnej) – kapitan piechoty Wojska Polskiego.

## Życiorys
W czasie I wojny światowej walczył w szeregach cesarsko-królewskiej Obrony Krajowej. Jego oddziałem macierzystym był Pułk Strzelców Nr 36. Na stopień podporucznika został mianowany ze starszeństwem z 1 grudnia 1917 w korpusie oficerów rezerwy. Na początku 1918 został ranny. 
25 listopada 1920 został zatwierdzony z dniem 1 kwietnia 1920 w stopniu porucznika, w piechocie. W czerwcu 1921, jako porucznik piechoty pełnił służbę w 6 Szwadronie Żandarmerii Polowej, a jego oddziałem macierzystym był 10 Pułk Piechoty. Później został przeniesiony do korpusu oficerów żandarmerii i wcielony do 8 Dywizjonu Żandarmerii w Toruniu. 3 maja 1922 został zweryfikowany w stopniu kapitana ze starszeństwem z 1 czerwca 1919 i 35. lokatą w korpusie oficerów żandarmerii. W 1923 był dowódcą Plutonu Żandarmerii Toruń.
W marcu 1924 został przeniesiony do korpusu oficerów piechoty z równoczesnym wcieleniem do 63 Pułku Piechoty w Toruniu. W 1929 został przeniesiony do kadry oficerów piechoty z równoczesnym przeniesieniem służbowym do Powiatowej Komendy Uzupełnień Toruń w celu odbycia praktyki poborowej, a w lipcu tego roku został przydzielony do PKU Toruń na stanowisko kierownika II referatu poborowego. W sierpniu 1931 został przeniesiony do Powiatowej Komendy Uzupełnień Kościerzyna na stanowisko kierownika I referatu administracji rezerw. Z dniem 31 lipca 1933 został przeniesiony w stan spoczynku.
Przed wojną był wójtem wsi Chomętowo. W czasie kampanii wrześniowej dostał się do niemieckiej niewoli. Przebywał w Oflagu VII A Murnau.

## Ordery i odznaczenia
- Krzyż Walecznych dwukrotnie[16]
- Brązowy Medal Zasługi Wojskowej z mieczami na wstążce Krzyża Zasługi Wojskowej[1]